# Фретеваль (замок)
Замок Фретеваль (Château de Fréteval) - замок, построенный в первой половине  XI веке, остатки которого находятся во французской коммуне Фретеваль в департаменте Луар и Шер, в регионе Центр-Валь-де-Луара. Он был построен в XI веке как крепость, контролирующая долину реки Луары. В XII веке он перешел к графам Блуа.
Остатки крепости внесены в список исторического наследия. В XIII веке замок утратил военное значение и постепенно пришел в упадок.

## Место расположения
Руины замка Фретеваль расположены в углу, образованном долиной реки Сони и прилегающая долина к югу от бург-де-Фретеваль, что он возвышается на другом берегу Луары, во французском департаменте Луар-э-Шер. Со своей высоты он наблюдал за движением транспорта из Шартра в Вандом и Тур, а также по старой поперечной магистрали Орлеан-Ле-Ман.

## История
Построенный еще в первой половине XI века Нивелоном I Сенешаль графом Блуа, на руинах каролингской деревни Сен-Виктор, замок Фретеваль является одним из символов борьбы между графами Блуа и Анжу. Географически Шато-де-Марке был местом бурных отношений между Плантагенетами и королевством Франция.
На протяжении всего времени административный центр сеньории оставался в Месле-ле-Видаме, недалеко от Шартра, вотчиной этой семьи Месле, лорд Фретеваль до конца XIII века.
В 1194 году здесь произошла битва при Фретевале, где Ричард Львиное Сердце разгромил войска французского короля Филиппа Августа.
Во время Столетней войны укрепления замка были улучшены, но в 1418 году он дважды подвергался атакам английских войск.
Разрушенный, он оставался заселенным до 1487 года, о чём свидетельствуют последние найденные монеты. Затем он служит каменоломней, отсюда и его нынешнее состояние. С 1968 года проводятся раскопки.
В настоящее время поместье принадлежит Арману де Ларошфуко, герцогу Дудовильскому.

## Описание
Площадь замка первоначально составляла 4,50 гектар. Замок имел три линии обороны и первоначально представлял собой донжон.
Крепость, построенная около 1100 г. н.э. является одним из старейших округлых сооружений во Франции. Донжон был подорван во время Столетней войны Донжон был окружён стеной и рвом. Первая деревня, расположенная на берегу Луара, располагалась на склоне.

### Современное состояние

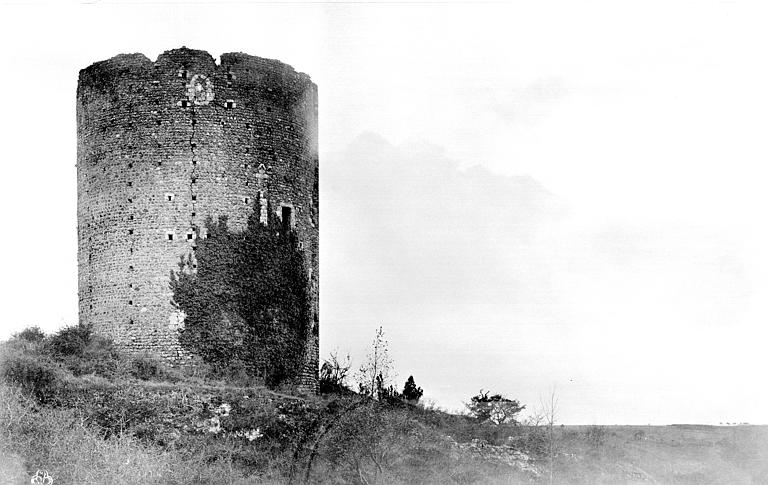
Фотография руин сфотографированная в 1889 году

Сегодня Фретеваль – руины. 